# 符頭

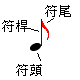
音符的各部位

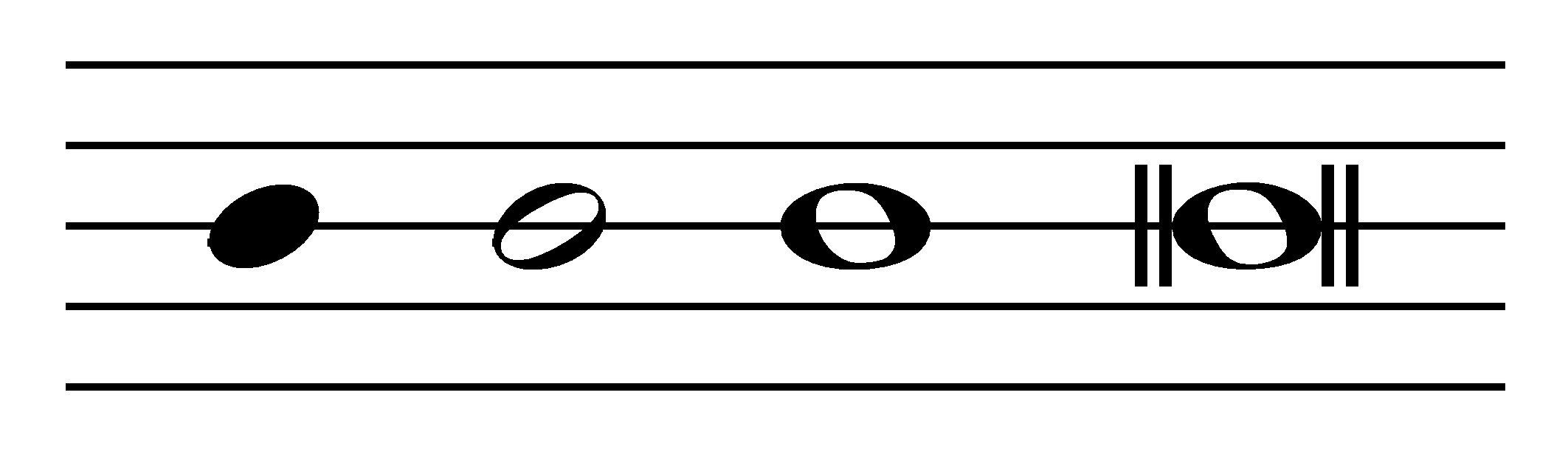
四分及時值更短的音符、二分音符、全音符、雙全音符的符頭

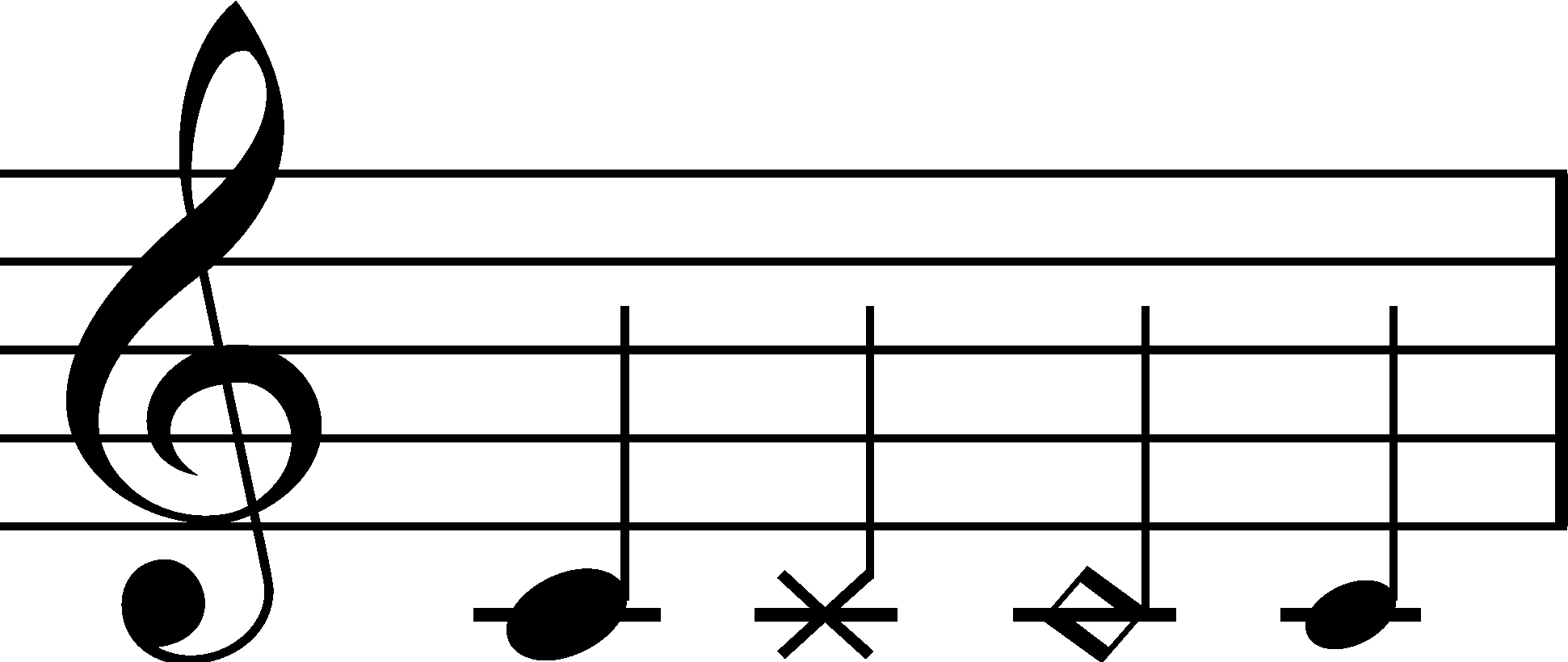
普通、×形、方形、小型的符頭

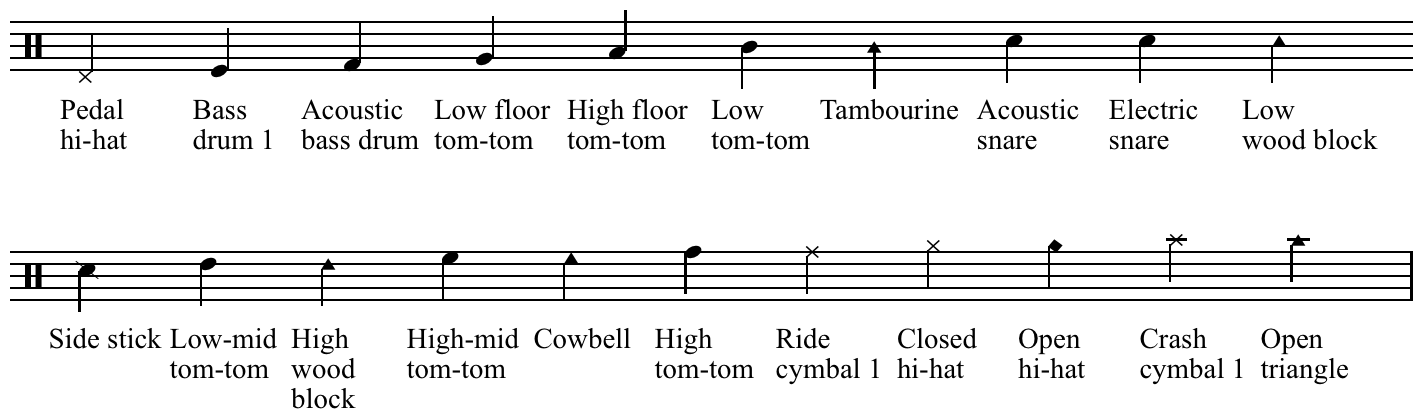
爵士鼓樂器標記

符頭是音符的一部分，通常為橢圓形。符頭可以位於五線譜的線或間上，在五線譜上的位置高低表示音高。不同形狀的符頭可表示不同音長，全音符只有空心符頭而沒有其他組成部分，而時值更短的音符有和符頭相連的符桿，也可能有符尾；比全音符更長的雙全音符可在全音符兩側加豎直雙線表示，也可以用方形符頭表示。
符頭的形狀可以表示不同的音符。「×」形符頭可用於指示打擊樂或類似打擊效果的音（鬼音）或者唸白。方形、菱形或盒子形狀的音符頭可以表示自然或人工泛音。小音符頭可用於表示花音。

## 歷史
符頭源自紐姆記譜法中的"Punctum"(  )，但音符時值要到Franco of Cologne於其1280年的著作論述才逐漸成形。當時的符頭為正方形、菱形或長方形，橢圓形的要到十六世紀末才出現。

## 另見
- 音符時值
- 符尾
- 符桿
- 符槓